# Allentown Art Museum
L'Allentown Art Museum è situato ad Allentown, in Pennsylvania, e ospita una collezione di oltre 14.000 opere d'arte e un'importante biblioteca.
Il museo è stato fondato nel 1934 dal pittore impressionista Walter Emerson Baum, con l'esposizione delle opere di artisti locali; in seguito il patrimonio museale è stato ampliato con alcune importanti donazioni. Nel 1975 è stato trasferito in un nuovo edificio, in cui è presente anche una sala progettata da Frank Lloyd Wright, come parte della sua collezione permanente.

## Le collezioni
Il museo custodisce una collezione di opere del Rinascimento italiano, donata al museo nel 1961 dalla Samuel H. Kress Foundation. Sono presenti dipinti di Paolo Uccello, Biagio d'Antonio, Giovanni Agostino da Lodi, Giuliano Bugiardini, Lorenzo Lotto (San Girolamo penitente), Dosso Dossi, Romanino.
Di particolare interesse è la collezione di tessuti, provenienti dai paesi europei, africani e asiatici che si affacciano sul Mediterraneo, che testimoniano le tradizioni e la vita domestica nelle diverse culture.
L'arte asiatica indiana e tibetana è presente con una collezione di sculture e tessuti. Il museo è aperto tutti i giorni dalle 11:00 alle 16:00.